# Allium caspium
Allium caspium — вид рослин з родини амарилісових (Amaryllidaceae); поширений від південно-східної Росії до Пакистану.

## Опис
Цибулина яйцювата, ≈ 2 см завширшки; зовнішні оболонки темно-коричневі, внутрішні — білі. Стеблина ≈ 15 см заввишки, кремезна, ≈ 1 см завтовшки. Листків 3, 2–5 мм завширшки, від лінійних до ланцетних. Зонтики кулясті, багатоквіткові, нещільні. Листочки оцвітини овальні, 7–8 мм завдовжки, тупі.

## Поширення
Поширення: південно-східна Росія, Афганістан, Іран, Казахстан, Пакистан, Таджикистан, Туркменістан, Узбекистан.